# Kalju Lepik

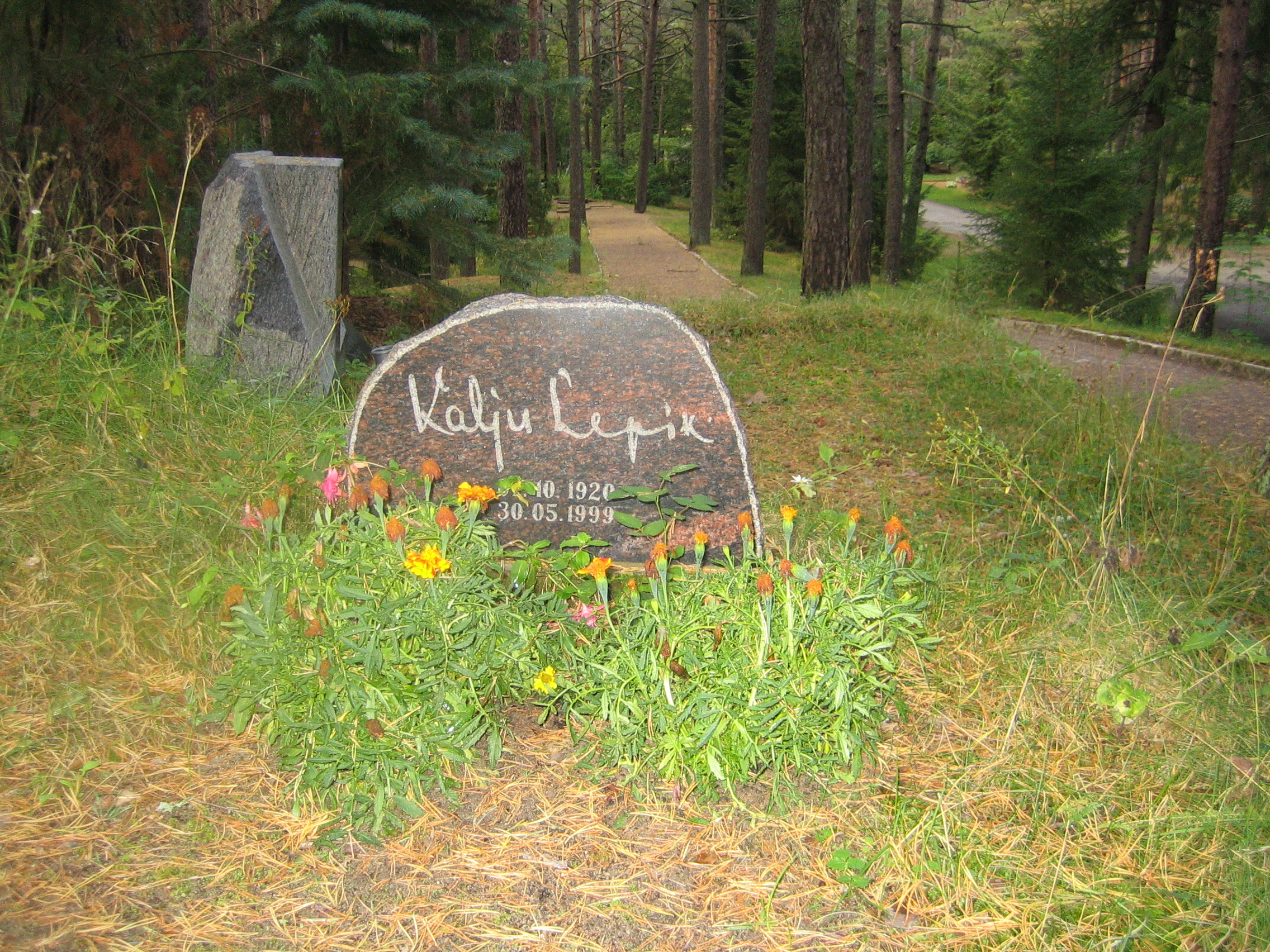

Kalju Lepik (Koeru, Järvamaa, 7 de outubro de 1920 – Tallinn, 30 de maio de 1999) foi um poeta lírico estoniano.

## Biografia
Kalju Lepik freqüentou inicialmente a escola de 1928 até 1934 em Koeru, de 1935 até 1941 estudou em Tartu. Em 1942/43 fez os cursos de História Nórdica e Arqueologia na Faculdade de Filosofia da Universidade de Tartu. Em 1943 ingressou no exército da Alemanha. Em 1944 Lepik fugiu da ocupação soviética na Estônia e foi para a Suécia. Ele estudou por pouco tempo Arqueologia e Etnografia na Universidade de Estocolmo.

## Poeta lírico e publicitário
Kalju Lepik publicou em 1939 seus primeiros poemas nas revistas estudantis de Tartu, Iloli e Tuleviku Rajad. Em 1940 fundou a sociedade dos artistas Tuulisui, que a partir de 1945 continuou a funcionar no exílio na Suécia.
Kalju Lepik teve sempre forte ligação com os refugiados estonianos na Suécia. Em 1946 fundou em Estocolmo a editora dos exilados estonianos Eesti Raamat. Em 1966 tornou-se o chefe dos arquivos bálticos na Suécia. A partir de 1982 foi o presidente da Sociedade dos Escritores Estonianos Exilados (Välismaine Eesti Kirjanike Liit). Em 1990 e 1998 Kalju Lepik recebeu o renomado Prêmio de Poesia Juhan Liiv e o Prêmio Anual de Literatura Estoniana de 1998.

## Poesia lírica
Os primeiros poemas de Kalju Lepik são impregnados de forte patriotismo. Muitos deles repletos de sátira e humor. Nos poemas mais recentes prevalecem os elementos pessimistas. Sobretudo nos seus últimos anos de vida, Kalju Lepik recorre-se sempre cada vez mais a uma excessiva ênfase nacionalista.

## Obras selecionadas
- "Nägu koduaknas" (Estocolmo 1946)
- "Mängumees" (Estocolmo 1948)
- "Kerjused treppidel" (Vadstena 1949)
- "Merepõhi" (Estocolmo 1951)
- "Muinasjutt Tiigrimaast" (Lund 1955)
- "Kivimurd" (Lund 1958)
- "Kollased nõmmed" (Lund 1965)
- "Marmorpagulane" (Lund 1968)
- "Verepõld" (Lund 1973)
- "Klaasist mehed" (Lund 1978)
- "Kadunud külad" (Lund 1985)
- "Öötüdruk" (Tallinn 1992)
- "Pihlakamarja rist" (Tartu 1997)

## Vida privada
Kalju Lepik foi casado com Asta Lepik. Ele é o pai da política e diplomata estoniana Aino Lepik von Wirén (1961-).